# 2017-es U20-as labdarúgó-világbajnokság
A 2017-es U20-as labdarúgó-világbajnokság a 21. ilyen jellegű torna. A tornát 24 válogatott részvételével május 20. és június 11. között rendezték Dél-Koreában. A világbajnokságon 1997. január 1. után született labdarúgók vehettek részt.
A tornát Anglia nyerte.

## Résztvevők
A házigazda Dél-Korea mellett a következő 23 válogatott vett részt:
| Szövetség                                         | Selejtezőtorna                                   | Csapatok                                                        |
| ------------------------------------------------- | ------------------------------------------------ | --------------------------------------------------------------- |
| AFC (Ázsia)                                       | 2016-os U19-es Ázsia-kupa                        | Irán · Japán · Szaúd-Arábia · Vietnám                           |
| CAF (Afrika)                                      | 2017-es U20-as Afrika-kupa                       | Guinea · Szenegál · Dél-afrikai Köztársaság · Zambia            |
| CONCACAF (Észak és Közép-amerikai, Karibi térség) | 2017-es U20-as CONCACAF-aranykupa                | Costa Rica · Honduras · Mexikó · Egyesült Államok               |
| CONMEBOL (Dél-Amerika)                            | 2017-es U19-es dél-amerikai Labdarúgó-bajnokság* | Argentína · Ecuador · Uruguay · Venezuela                       |
| OFC (Óceánia)                                     | 2016-os U20-as óceániai-bajnokság                | Új-Zéland · Vanuatu                                             |
| UEFA (Európa)                                     | 2016-os U19-es labdarúgó-Európa-bajnokság        | Anglia · Franciaország · Németország · Olaszország · Portugália |
| Rendező ország                                    | Rendező ország                                   | Dél-Korea                                                       |

## Helyszínek
| Cheonan                  | Daejeon                   | Incshon                  |
| ------------------------ | ------------------------- | ------------------------ |
| Cheonan Stadium          | Daejeon World Cup Stadium | Incheon Football Stadium |
| Befogadóképesség: 26,000 | Befogadóképesség: 40,535  | Befogadóképesség: 20,891 |
|                          |                           |                          |
| Seogwipo                 | Jeonju                    | Szuvon                   |
| Jeju World Cup Stadium   | Jeonju World Cup Stadium  | Suwon World Cup Stadium  |
| Befogadóképesség: 35,657 | Befogadóképesség: 42,477  | Befogadóképesség: 43,959 |
|                          |                           |                          |

## Csoportkör
A csoportkörben minden csapat a másik három csapattal egy-egy mérkőzést játszott, így összesen 6 mérkőzésre került sor mind a hat csoportban. A csoportokból az első két helyezett, és a négy legjobb harmadik helyezett jutott tovább. Minden csoportban az utolsó két mérkőzést azonos időpontban játszották. A csoportkör után egyenes kieséses rendszerben folytatódott a vb.
Sorrend meghatározása
1. több szerzett pont az összes mérkőzésen
2. jobb gólkülönbség az összes mérkőzésen
3. több lőtt gól az összes mérkőzésen
4. több szerzett pont az azonosan álló csapatok között lejátszott mérkőzéseken
5. jobb gólkülönbség az azonosan álló csapatok között lejátszott mérkőzéseken
6. több lőtt gól az azonosan álló csapatok között lejátszott mérkőzéseken
7. sorsolás

Az időpontok helyi idő szerint értendők.

### A csoport
| Hely. | Csapat        | M | Gy | D | V | G+ | G– | Gk | P | Továbbjutás                                |
| ----- | ------------- | - | -- | - | - | -- | -- | -- | - | ------------------------------------------ |
| 1.    | Anglia        | 3 | 2  | 1 | 0 | 5  | 1  | +4 | 7 | Továbbjutott az egyenes kieséses szakaszba |
| 2.    | Dél-Korea (R) | 3 | 2  | 0 | 1 | 5  | 2  | +3 | 6 | Továbbjutott az egyenes kieséses szakaszba |
| 3.    | Argentína     | 3 | 1  | 0 | 2 | 6  | 5  | +1 | 3 |                                            |
| 4.    | Guinea        | 3 | 0  | 1 | 2 | 1  | 9  | −8 | 1 |                                            |

| 2017. május 20. 16:30 |

| Argentína | 0–3               | Anglia                                                   |
| --------- | ----------------- | -------------------------------------------------------- |
|           | (0–1) Jegyzőkönyv | Calvert-Lewin 38' Armstrong 52' Solanke 90+3' (11-esből) |

| Jeonju World Cup Stadium, Csondzsu Nézőszám: 15 510 Játékvezető: Abdulla Hassan Mohamed (Egyesült Arab Emírségekbeli) |

| 2017. május 20. 20:00 |

| Dél-Korea                                                                                  | 3–0               | Guinea |
| ------------------------------------------------------------------------------------------ | ----------------- | ------ |
| I Szungu (Lee Seung-woo) 36' I Minhjok (Lim Min-hyeok) 76' Pek Szungho (Paik Seung-ho) 81' | (1–0) Jegyzőkönyv |        |

| Jeonju World Cup Stadium, Csondzsu Nézőszám: 37 500 Játékvezető: Julio Bascuñán (chilei) |

| 2017. május 23. 17:00 |

| Anglia   | 1–1               | Guinea             |
| -------- | ----------------- | ------------------ |
| Cook 53' | (0–0) Jegyzőkönyv | Tomori 59' (öngól) |

| Jeonju World Cup Stadium, Csondzsu Nézőszám: 5992 Játékvezető: Joel Aguilar (salvadori) |

| 2017. május 23. 20:00 |

| Dél-Korea                                                               | 2–1               | Argentína  |
| ----------------------------------------------------------------------- | ----------------- | ---------- |
| I Szungu (Lee Seung-woo) 18' Pek Szungho (Paik Seung-ho) 42' (11-esből) | (2–0) Jegyzőkönyv | Torres 50' |

| Jeonju World Cup Stadium, Csondzsu Nézőszám: 27 058 Játékvezető: Cüneyt Çakır (török) |

| 2017. május 26. 20:00 |

| Anglia     | 1–0               | Dél-Korea |
| ---------- | ----------------- | --------- |
| Dowell 56' | (0–0) Jegyzőkönyv |           |

| Suwon World Cup Stadium, Szuvon Nézőszám: 35 279 Játékvezető: César Arturo Ramos (mexikói) |

| 2017. május 26. 20:00 |

| Guinea | 0–5               | Argentína                                          |
| ------ | ----------------- | -------------------------------------------------- |
|        | (0–2) Jegyzőkönyv | Torres 33' Martínez 43' 79' Zaracho 50' Senesi 74' |

| Jeju World Cup Stadium, Szögvipo Nézőszám: 4545 Játékvezető: Kassai Viktor (magyar) |

### B csoport
| Hely. | Csapat      | M | Gy | D | V | G+ | G– | Gk  | P | Továbbjutás                                |
| ----- | ----------- | - | -- | - | - | -- | -- | --- | - | ------------------------------------------ |
| 1.    | Venezuela   | 3 | 3  | 0 | 0 | 10 | 0  | +10 | 9 | Továbbjutott az egyenes kieséses szakaszba |
| 2.    | Mexikó      | 3 | 1  | 1 | 1 | 3  | 3  | 0   | 4 | Továbbjutott az egyenes kieséses szakaszba |
| 3.    | Németország | 3 | 1  | 1 | 1 | 3  | 4  | −1  | 4 | Továbbjutott az egyenes kieséses szakaszba |
| 4.    | Vanuatu     | 3 | 0  | 0 | 3 | 4  | 13 | −9  | 0 |                                            |

| 2017. május 20. 14:00 |

| Venezuela            | 2–0               | Németország |
| -------------------- | ----------------- | ----------- |
| Peña 51' Córdova 54' | (0–0) Jegyzőkönyv |             |

| Daejeon World Cup Stadium, Tedzson Nézőszám: 5049 Játékvezető: Ghead Grisha (egyiptomi) |

| 2017. május 20. 17:00 |

| Vanuatu              | 2–3               | Mexikó                                |
| -------------------- | ----------------- | ------------------------------------- |
| Kalo 52' Wilkins 62' | (0–2) Jegyzőkönyv | Magaña 10' Cisneros 25' Álvarez 90+4' |

| Daejeon World Cup Stadium, Tedzson Nézőszám: 6251 Játékvezető: Szergej Karaszjov (orosz) |

| 2017. május 23. 17:00 |

| Venezuela                                                                               | 7–0               | Vanuatu |
| --------------------------------------------------------------------------------------- | ----------------- | ------- |
| Velásquez 30' Córdova 42' 73' Peñaranda 46' Faríñez 56' (11-esből) Hurtado 82' Sosa 89' | (2–0) Jegyzőkönyv |         |

| Daejeon World Cup Stadium, Tedzson Nézőszám: 1495 Játékvezető: Kim Jong-hyeok (dél-koreai) |

| 2017. május 23. 20:00 |

| Mexikó | 0–0         | Németország |
| ------ | ----------- | ----------- |
|        | Jegyzőkönyv |             |

| Daejeon World Cup Stadium, Tedzson Nézőszám: 4388 Játékvezető: Janny Sikazwe (zambiai) |

| 2017. május 26. 17:00 |

| Mexikó | 0–1               | Venezuela   |
| ------ | ----------------- | ----------- |
|        | (0–1) Jegyzőkönyv | Córdova 33' |

| Suwon World Cup Stadium, Szuvon Nézőszám: 5040 Játékvezető: Jonas Eriksson (svéd) |

| 2017. május 26. 17:00 |

| Németország                  | 3–2               | Vanuatu      |
| ---------------------------- | ----------------- | ------------ |
| Badu 27' Reese 32' Iyoha 50' | (2–0) Jegyzőkönyv | Kalo 52' 77' |

| Jeju World Cup Stadium, Szögvipo Nézőszám: 3175 Játékvezető: Walter López (guatemalai) |

### C csoport
| Hely. | Csapat     | M | Gy | D | V | G+ | G– | Gk | P | Továbbjutás                                |
| ----- | ---------- | - | -- | - | - | -- | -- | -- | - | ------------------------------------------ |
| 1.    | Zambia     | 3 | 2  | 0 | 1 | 6  | 4  | +2 | 6 | Továbbjutott az egyenes kieséses szakaszba |
| 2.    | Portugália | 3 | 1  | 1 | 1 | 4  | 4  | 0  | 4 | Továbbjutott az egyenes kieséses szakaszba |
| 3.    | Costa Rica | 3 | 1  | 1 | 1 | 2  | 2  | 0  | 4 | Továbbjutott az egyenes kieséses szakaszba |
| 4.    | Irán       | 3 | 1  | 0 | 2 | 4  | 6  | −2 | 3 |                                            |

| 2017. május 21. 14:00 |

| Zambia                     | 2–1               | Portugália   |
| -------------------------- | ----------------- | ------------ |
| Chilufya 51' F. Sakala 76' | (0–0) Jegyzőkönyv | Hélder 90+1' |

| Jeju World Cup Stadium, Szögvipo Nézőszám: 4356 Játékvezető: César Ramos (mexikói) |

| 2017. május 21. 17:00 |

| Irán           | 1–0               | Costa Rica |
| -------------- | ----------------- | ---------- |
| Mehdikhani 81' | (0–0) Jegyzőkönyv |            |

| Jeju World Cup Stadium, Szögvipo Nézőszám: 4896 Játékvezető: Jonas Eriksson (svéd) |

| 2017. május 24. 17:00 |

| Zambia                                        | 4–2               | Irán                      |
| --------------------------------------------- | ----------------- | ------------------------- |
| F. Sakala 54' Mwepu 59' E. Banda 65' Daka 71' | (0–1) Jegyzőkönyv | Shekari 7' 49' (11-esből) |

| Jeju World Cup Stadium, Szögvipo Nézőszám: 2060 Játékvezető: Antonio Mateu Lahoz (spanyol) |

| 2017. május 24. 20:00 |

| Costa Rica           | 1–1               | Portugália               |
| -------------------- | ----------------- | ------------------------ |
| Marin 48' (11-esből) | (0–1) Jegyzőkönyv | Gonçalves 32' (11-esből) |

| Jeju World Cup Stadium, Szögvipo Nézőszám: 3147 Játékvezető: Abdulramán al-Dzsasszím (katari) |

| 2017. május 27. 17:00 |

| Costa Rica | 1–0               | Zambia |
| ---------- | ----------------- | ------ |
| Daly 15'   | (1–0) Jegyzőkönyv |        |

| Cheonan Stadium, Cshonan Nézőszám: 4508 Játékvezető: Matt Conger (új-zélandi) |

| 2017. május 27. 17:00 |

| Portugália                       | 2–1               | Irán       |
| -------------------------------- | ----------------- | ---------- |
| Gonçalves 54' Taheri 86' (öngól) | (0–1) Jegyzőkönyv | Shekari 4' |

| Incheon Football Stadium, Incshon Nézőszám: 6085 Játékvezető: Roddy Zambrano (ecuadori) |

### D csoport
| Hely. | Csapat                  | M | Gy | D | V | G+ | G– | Gk | P | Továbbjutás                                |
| ----- | ----------------------- | - | -- | - | - | -- | -- | -- | - | ------------------------------------------ |
| 1.    | Uruguay                 | 3 | 2  | 1 | 0 | 3  | 0  | +3 | 7 | Továbbjutott az egyenes kieséses szakaszba |
| 2.    | Olaszország             | 3 | 1  | 1 | 1 | 4  | 3  | +1 | 4 | Továbbjutott az egyenes kieséses szakaszba |
| 3.    | Japán                   | 3 | 1  | 1 | 1 | 4  | 5  | −1 | 4 | Továbbjutott az egyenes kieséses szakaszba |
| 4.    | Dél-afrikai Köztársaság | 3 | 0  | 1 | 2 | 1  | 4  | −3 | 1 |                                            |

| 2017. május 21. 17:00 |

| Dél-afrikai Köztársaság | 1–2               | Japán              |
| ----------------------- | ----------------- | ------------------ |
| Margeman 7'             | (1–0) Jegyzőkönyv | Ogawa 48' Doan 72' |

| Suwon World Cup Stadium, Szuvon Nézőszám: 8091 Játékvezető: Matt Conger (új-zélandi) |

| 2017. május 21. 20:00 |

| Olaszország | 0–1               | Uruguay    |
| ----------- | ----------------- | ---------- |
|             | (0–0) Jegyzőkönyv | Amaral 76' |

| Suwon World Cup Stadium, Szuvon Nézőszám: 9128 Játékvezető: Walter López (guatemalai) |

| 2017. május 24. 20:00 |

| Dél-afrikai Köztársaság | 0–2               | Olaszország                         |
| ----------------------- | ----------------- | ----------------------------------- |
|                         | (0–1) Jegyzőkönyv | Orsolini 23' (11-esből) Favilli 57' |

| Suwon World Cup Stadium, Szuvon Nézőszám: 5931 Játékvezető: Roddy Zambrano (ecuadori) |

| 2017. május 24. 17:00 |

| Uruguay                         | 2–0               | Japán |
| ------------------------------- | ----------------- | ----- |
| Schiappacasse 38' Olivera 90+1' | (1–0) Jegyzőkönyv |       |

| Suwon World Cup Stadium, Szuvon Nézőszám: 7978 Játékvezető: Szymon Marciniak (lengyel) |

| 2017. május 27. 20:00 |

| Uruguay | 0–0         | Dél-afrikai Köztársaság |
| ------- | ----------- | ----------------------- |
|         | Jegyzőkönyv |                         |

| Incheon Football Stadium, Incshon Nézőszám: 7707 Játékvezető: Szergej Karaszjov (orosz) |

| 2017. május 27. 20:00 |

| Japán        | 2–2               | Olaszország           |
| ------------ | ----------------- | --------------------- |
| Doan 22' 50' | (1–2) Jegyzőkönyv | Orsolini 3' Panico 7' |

| Cheonan Stadium, Cshonan Nézőszám: 10 003 Játékvezető: Gehad Grisha (egyiptomi) |

### E csoport
| Hely. | Csapat        | M | Gy | D | V | G+ | G– | Gk | P | Továbbjutás                             |
| ----- | ------------- | - | -- | - | - | -- | -- | -- | - | --------------------------------------- |
| 1.    | Franciaország | 3 | 3  | 0 | 0 | 9  | 0  | +9 | 9 | Továbbjut az egyenes kieséses szakaszba |
| 2.    | Új-Zéland     | 3 | 1  | 1 | 1 | 3  | 3  | 0  | 4 | Továbbjut az egyenes kieséses szakaszba |
| 3.    | Honduras      | 3 | 1  | 0 | 2 | 3  | 6  | −3 | 3 |                                         |
| 4.    | Vietnám       | 3 | 0  | 1 | 2 | 0  | 6  | −6 | 1 |                                         |

| 2017. május 22. 17:00 |

| Franciaország                      | 3–0               | Honduras |
| ---------------------------------- | ----------------- | -------- |
| Augustin 15' Hárít 44' Terrier 81' | (2–0) Jegyzőkönyv |          |

| Cheonan Stadium, Cshonan Nézőszám: 2947 Játékvezető: Andrés Cunha (uruguayi) |

| 2017. május 22. 20:00 |

| Vietnám | 0−0         | Új-Zéland |
| ------- | ----------- | --------- |
|         | Jegyzőkönyv |           |

| Cheonan Stadium, Cshonan Nézőszám: 6975 Játékvezető: Sidi Alioum (kameruni) |

| 2017. május 25. 17:00 |

| Franciaország                        | 4–0               | Vietnám |
| ------------------------------------ | ----------------- | ------- |
| Thuram 18' Augustin 22' 45' Poha 52' | (3–0) Jegyzőkönyv |         |

| Cheonan Stadium, Cshonan Nézőszám: 4672 Játékvezető: Norbert Hauata (tahiti) |

| 2017. május 25. 20:00 |

| Új-Zéland                            | 3–1               | Honduras    |
| ------------------------------------ | ----------------- | ----------- |
| Bevan 1' 56' (11-esből) Ashworth 23' | (2–0) Jegyzőkönyv | Álvarez 50' |

| Cheonan Stadium, Cshonan Nézőszám: 6074 Játékvezető: Diego Haro (perui) |

| 2017. május 28. 15:00 |

| Új-Zéland | 0–2               | Franciaország         |
| --------- | ----------------- | --------------------- |
|           | (0–2) Jegyzőkönyv | Saint-Maximin 22' 37' |

| Daejeon World Cup Stadium, Tedzson Nézőszám: 4280 Játékvezető: Kim Jong-hyeok (dél-koreai) |

| 2017. május 28. 15:00 |

| Honduras               | 2–0               | Vietnám |
| ---------------------- | ----------------- | ------- |
| Cruz 76' Álvarez 90+3' | (0–0) Jegyzőkönyv |         |

| Jeonju World Cup Stadium, Csondzsu Nézőszám: 10 427 Játékvezető: Abdulla Hassan Mohamed (Egyesült Arab Emírségekbeli) |

### F csoport
| Hely. | Csapat           | M | Gy | D | V | G+ | G– | Gk | P | Továbbjutás                             |
| ----- | ---------------- | - | -- | - | - | -- | -- | -- | - | --------------------------------------- |
| 1.    | Egyesült Államok | 3 | 1  | 2 | 0 | 5  | 4  | +1 | 5 | Továbbjut az egyenes kieséses szakaszba |
| 2.    | Szenegál         | 3 | 1  | 1 | 1 | 2  | 1  | +1 | 4 | Továbbjut az egyenes kieséses szakaszba |
| 3.    | Szaúd-Arábia     | 3 | 1  | 1 | 1 | 3  | 4  | −1 | 4 | Továbbjut az egyenes kieséses szakaszba |
| 4.    | Ecuador          | 3 | 0  | 2 | 1 | 4  | 5  | −1 | 2 |                                         |

| 2017. május 22. 17:00 |

| Ecuador                | 3–3               | Egyesült Államok                  |
| ---------------------- | ----------------- | --------------------------------- |
| Lino 5' Cabezas 7' 64' | (2–1) Jegyzőkönyv | Sargent 36' 54' de la Torre 90+4' |

| Incheon Football Stadium, Incshon Nézőszám: 3886 Játékvezető: Björn Kuipers (holland) |

| 2017. május 22. 20:00 |

| Szaúd-Arábia | 0–2               | Szenegál             |
| ------------ | ----------------- | -------------------- |
|              | (0–2) Jegyzőkönyv | Niane 13' Diagne 15' |

| Incheon Football Stadium, Incshon Nézőszám: 5110 Játékvezető: Kassai Viktor (magyar) |

| 2017. május 25. 17:00 |

| Ecuador     | 1−2               | Szaúd-Arábia   |
| ----------- | ----------------- | -------------- |
| Caicedo 89' | (0–1) Jegyzőkönyv | Al-Yami 7' 84' |

| Incheon Football Stadium, Incshon Nézőszám: 3496 Játékvezető: Neant Alioum (kameruni) |

| 2017. május 25. 20:00 |

| Szenegál | 0−1               | Egyesült Államok |
| -------- | ----------------- | ---------------- |
|          | (0–1) Jegyzőkönyv | Sargent 34'      |

| Incheon Football Stadium, Incshon Nézőszám: 5864 Játékvezető: Andrés Cunha (uruguayi) |

| 2017. május 28. 18:00 |

| Szenegál | 0–0         | Ecuador |
| -------- | ----------- | ------- |
|          | Jegyzőkönyv |         |

| Jeonju World Cup Stadium, Csondzsu Nézőszám: 11 047 Játékvezető: Antonio Mateu Lahoz (spanyol) |

| 2017. május 28. 18:00 |

| Egyesült Államok | 1–1               | Szaúd-Arábia |
| ---------------- | ----------------- | ------------ |
| Lennon 40'       | (1–0) Jegyzőkönyv | Alamri 74'   |

| Daejeon World Cup Stadium, Tedzson Nézőszám: 5460 Játékvezető: Diego Haro (perui) |

### Harmadik helyezett csapatok sorrendje
Sorrend meghatározása
A FIFA versenyszabályzata alapján, a harmadik helyezettek sorrendjét az alábbiak alapján kell meghatározni:
1. az összes mérkőzésen szerzett több pont
2. az összes mérkőzésen elért jobb gólkülönbség
3. az összes mérkőzésen szerzett több gól
4. fair play pontszám
5. sorsolás

| Hely. | Cs | Csapat       | M | Gy | D | V | G+ | G– | Gk | P | Továbbjutás                             |
| ----- | -- | ------------ | - | -- | - | - | -- | -- | -- | - | --------------------------------------- |
| 1.    | C  | Portugália   | 3 | 1  | 1 | 1 | 2  | 2  | 0  | 4 | Továbbjut az egyenes kieséses szakaszba |
| 2.    | D  | Japán        | 3 | 1  | 1 | 1 | 4  | 5  | −1 | 4 | Továbbjut az egyenes kieséses szakaszba |
| 3.    | B  | Németország  | 3 | 1  | 1 | 1 | 3  | 4  | −1 | 4 | Továbbjut az egyenes kieséses szakaszba |
| 4.    | F  | Szaúd-Arábia | 3 | 1  | 1 | 1 | 3  | 4  | −1 | 4 | Továbbjut az egyenes kieséses szakaszba |
| 5.    | A  | Argentína    | 3 | 1  | 0 | 2 | 6  | 5  | +1 | 3 |                                         |
| 6.    | E  | Honduras     | 3 | 1  | 0 | 2 | 3  | 6  | −3 | 3 |                                         |

## Egyenes kieséses szakasz

### Formátum
A harmadik helyezettekkel történő párosítás attól függött, hogy mely csoportok harmadik helyezettjei jutottak tovább. A következő táblázat a lehetséges párosításokat mutatja:
| Továbbjutott harmadik helyezettek | Továbbjutott harmadik helyezettek | Továbbjutott harmadik helyezettek | Továbbjutott harmadik helyezettek | Továbbjutott harmadik helyezettek | Továbbjutott harmadik helyezettek | A1 vs | B1 vs | C1 vs | D1 vs |
| --------------------------------- | --------------------------------- | --------------------------------- | --------------------------------- | --------------------------------- | --------------------------------- | ----- | ----- | ----- | ----- |
| A                                 | B                                 | C                                 | D                                 |                                   |                                   | C3    | D3    | A3    | B3    |
| A                                 | B                                 | C                                 |                                   | E                                 |                                   | C3    | A3    | B3    | E3    |
| A                                 | B                                 | C                                 |                                   |                                   | F                                 | C3    | A3    | B3    | F3    |
| A                                 | B                                 |                                   | D                                 | E                                 |                                   | D3    | A3    | B3    | E3    |
| A                                 | B                                 |                                   | D                                 |                                   | F                                 | D3    | A3    | B3    | F3    |
| A                                 | B                                 |                                   |                                   | E                                 | F                                 | E3    | A3    | B3    | F3    |
| A                                 |                                   | C                                 | D                                 | E                                 |                                   | C3    | D3    | A3    | E3    |
| A                                 |                                   | C                                 | D                                 |                                   | F                                 | C3    | D3    | A3    | F3    |
| A                                 |                                   | C                                 |                                   | E                                 | F                                 | C3    | A3    | F3    | E3    |
| A                                 |                                   |                                   | D                                 | E                                 | F                                 | D3    | A3    | F3    | E3    |
|                                   | B                                 | C                                 | D                                 | E                                 |                                   | C3    | D3    | B3    | E3    |
|                                   | B                                 | C                                 | D                                 |                                   | F                                 | C3    | D3    | B3    | F3    |
|                                   | B                                 | C                                 |                                   | E                                 | F                                 | E3    | C3    | B3    | F3    |
|                                   | B                                 |                                   | D                                 | E                                 | F                                 | E3    | D3    | B3    | F3    |
|                                   |                                   | C                                 | D                                 | E                                 | F                                 | C3    | D3    | F3    | E3    |

### Ágrajz
|  |               |                  |                  |                  |           |              |              |               |               |               |            |            |            |  |  |       |       |       |
|  | Nyolcaddöntők | Nyolcaddöntők    | Nyolcaddöntők    |                  |           | Negyeddöntők | Negyeddöntők | Negyeddöntők  |               |               | Elődöntők  | Elődöntők  | Elődöntők  |  |  | Döntő | Döntő | Döntő |
|  | Nyolcaddöntők | Nyolcaddöntők    | Nyolcaddöntők    |                  |           | Negyeddöntők | Negyeddöntők | Negyeddöntők  |               |               | Elődöntők  | Elődöntők  | Elődöntők  |  |  | Döntő | Döntő | Döntő |
|  | május 30.     |                  |                  |                  |           |              |              |               |               |               |            |            |            |  |  |       |       |       |
|  |               |                  |                  |                  |           |              |              |               |               |               |            |            |            |  |  |       |       |       |
|  | A2            | Dél-Korea        | 1                |                  |           |              |              |               |               |               |            |            |            |  |  |       |       |       |
|  | A2            | Dél-Korea        | 1                | június 4.        |           |              |              |               |               |               |            |            |            |  |  |       |       |       |
|  | C2            | Portugália       | 3                |                  |           |              |              |               |               |               |            |            |            |  |  |       |       |       |
|  | C2            | Portugália       | 3                |                  |           | Portugália   | Portugália   | 2 (4)         |               |               |            |            |            |  |  |       |       |       |
|  | május 31.     |                  |                  |                  |           | Portugália   | Portugália   | 2 (4)         |               |               |            |            |            |  |  |       |       |       |
|  |               |                  | Uruguay          | Uruguay          | 2 (5)     |              |              |               |               |               |            |            |            |  |  |       |       |       |
|  | D1            | Uruguay          | Uruguay          | Uruguay          | 2 (5)     | 1            |              |               |               |               |            |            |            |  |  |       |       |       |
|  | D1            | Uruguay          |                  |                  |           | 1            | június 8.    |               |               |               |            |            |            |  |  |       |       |       |
|  | BEF3          | Szaúd-Arábia     | 0                |                  |           |              |              |               |               |               |            |            |            |  |  |       |       |       |
|  | BEF3          | Szaúd-Arábia     | 0                |                  |           | Uruguay      | Uruguay      | 1 (3)         |               |               |            |            |            |  |  |       |       |       |
|  | május 30.     |                  |                  |                  |           | Uruguay      | Uruguay      | 1 (3)         |               |               |            |            |            |  |  |       |       |       |
|  |               |                  | Venezuela        | Venezuela        | 1 (4)     |              |              |               |               |               |            |            |            |  |  |       |       |       |
|  | B1            | Venezuela        | Venezuela        | Venezuela        | 1 (4)     | 1            |              |               |               |               |            |            |            |  |  |       |       |       |
|  | B1            | Venezuela        | június 4.        |                  |           | 1            |              |               |               |               |            |            |            |  |  |       |       |       |
|  | ACD3          | Japán            | 0                |                  |           |              |              |               |               |               |            |            |            |  |  |       |       |       |
|  | ACD3          | Japán            | 0                |                  |           | Venezuela    | Venezuela    | 2             |               |               |            |            |            |  |  |       |       |       |
|  | június 1.     |                  |                  |                  |           | Venezuela    | Venezuela    | 2             |               |               |            |            |            |  |  |       |       |       |
|  |               |                  | Egyesült Államok | Egyesült Államok | 1         |              |              |               |               |               |            |            |            |  |  |       |       |       |
|  | F1            | Egyesült Államok | Egyesült Államok | Egyesült Államok | 1         | 6            |              |               |               |               |            |            |            |  |  |       |       |       |
|  | F1            | Egyesült Államok |                  |                  |           | 6            | június 11.   |               |               |               |            |            |            |  |  |       |       |       |
|  | E2            | Új-Zéland        | 0                |                  |           |              |              |               |               |               |            |            |            |  |  |       |       |       |
|  | E2            | Új-Zéland        | 0                |                  |           | Venezuela    | Venezuela    | 0             |               |               |            |            |            |  |  |       |       |       |
|  | június 1.     |                  |                  |                  |           | Venezuela    | Venezuela    | 0             |               |               |            |            |            |  |  |       |       |       |
|  |               |                  | Anglia           | Anglia           | 1         |              |              |               |               |               |            |            |            |  |  |       |       |       |
|  | E1            | Franciaország    | Anglia           | Anglia           | 1         | 1            |              |               |               |               |            |            |            |  |  |       |       |       |
|  | E1            | Franciaország    | június 5.        |                  |           | 1            |              |               |               |               |            |            |            |  |  |       |       |       |
|  | D2            | Olaszország      | 2                |                  |           |              |              |               |               |               |            |            |            |  |  |       |       |       |
|  | D2            | Olaszország      | 2                |                  |           | Olaszország  | Olaszország  | 3             |               |               |            |            |            |  |  |       |       |       |
|  | május 31.     |                  |                  |                  |           | Olaszország  | Olaszország  | 3             |               |               |            |            |            |  |  |       |       |       |
|  |               |                  | Zambia           | Zambia           | 2         |              |              |               |               |               |            |            |            |  |  |       |       |       |
|  | C1            | Zambia           | Zambia           | Zambia           | 2         | 4            |              |               |               |               |            |            |            |  |  |       |       |       |
|  | C1            | Zambia           |                  |                  |           | 4            | június 8.    |               |               |               |            |            |            |  |  |       |       |       |
|  | ABF3          | Németország      | 3                |                  |           |              |              |               |               |               |            |            |            |  |  |       |       |       |
|  | ABF3          | Németország      | 3                |                  |           | Olaszország  | Olaszország  | 1             |               |               |            |            |            |  |  |       |       |       |
|  | június 1.     |                  |                  |                  |           | Olaszország  | Olaszország  | 1             |               |               |            |            |            |  |  |       |       |       |
|  |               |                  | Anglia           | Anglia           | 3         |              |              | Bronzmérkőzés | Bronzmérkőzés | Bronzmérkőzés |            |            |            |  |  |       |       |       |
|  | B2            | Mexikó           | Anglia           | Anglia           | 3         | 1            |              |               |               | Bronzmérkőzés |            |            |            |  |  |       |       |       |
|  | B2            | Mexikó           |                  |                  | június 5. | június 5.    | június 5.    |               |               |               | június 11. | június 11. | június 11. |  |  |       |       |       |
|  | F2            | Szenegál         | 0                |                  | június 5. | június 5.    | június 5.    |               |               |               | június 11. | június 11. | június 11. |  |  |       |       |       |
|  | F2            | Szenegál         | 0                |                  |           | Mexikó       | Mexikó       | 0             | Uruguay       | Uruguay       | 0 (1)      |            |            |  |  |       |       |       |
|  | május 31.     |                  |                  |                  |           | Mexikó       | Mexikó       | 0             | Uruguay       | Uruguay       | 0 (1)      |            |            |  |  |       |       |       |
|  |               |                  | Anglia           | Anglia           | 1         |              |              | Olaszország   | Olaszország   | 0 (4)         |            |            |            |  |  |       |       |       |
|  | A1            | Anglia           | Anglia           | Anglia           | 1         | 2            |              | Olaszország   | Olaszország   | 0 (4)         |            |            |            |  |  |       |       |       |
|  | A1            | Anglia           |                  |                  |           |              |              |               |               |               |            |            |            |  |  |       |       |       |
|  | CDE3          | Costa Rica       | 1                |                  |           |              |              |               |               |               |            |            |            |  |  |       |       |       |
|  | CDE3          | Costa Rica       | 1                |                  |           |              |              |               |               |               |            |            |            |  |  |       |       |       |

### Nyolcaddöntők
| 2017. május 30. 17:00 |

| Venezuela    | 1–0 (h. u.)                 | Japán |
| ------------ | --------------------------- | ----- |
| Herrera 108' | (0–0, 0–0, 0–0) Jegyzőkönyv |       |

| Daejeon World Cup Stadium, Tedzson Nézőszám: 2013 Játékvezető: Björn Kuipers (holland) |

| 2017. május 30. 20:00 |

| Dél-Korea                      | 1–3               | Portugália              |
| ------------------------------ | ----------------- | ----------------------- |
| I Szanghon (Lee Sang-heon) 81' | (0–0) Jegyzőkönyv | Xadas 10' 69' Costa 27' |

| Cheonan Stadium, Cshonan Nézőszám: 21 361 Játékvezető: Andrés Cunha (uruguayi) |

| 2017. május 31. 17:00 |

| Uruguay                   | 1–0               | Szaúd-Arábia |
| ------------------------- | ----------------- | ------------ |
| De La Cruz 50' (11-esből) | (0–0) Jegyzőkönyv |              |

| Suwon World Cup Stadium, Szuvon Nézőszám: 2522 Játékvezető: Janny Sikazwe (zambiai) |

| 2017. május 31. 20:00 |

| Anglia          | 2–1               | Costa Rica |
| --------------- | ----------------- | ---------- |
| Lookman 35' 63' | (1–0) Jegyzőkönyv | Leal 89'   |

| Jeonju World Cup Stadium, Csondzsu Nézőszám: 4428 Játékvezető: Julio Bascuñán (chilei) |

| 2017. május 31. 20:00 |

| Zambia                                         | 4–3 (h. u.)                 | Németország                        |
| ---------------------------------------------- | --------------------------- | ---------------------------------- |
| Banda 50' F. Sakala 68' Mwepu 86' Mayembe 107' | (0–1, 3–3, 3–3) Jegyzőkönyv | Ochs 37' Serdar 89' Arweiler 90+4' |

| Jeju World Cup Stadium, Szögvipo Nézőszám: 2925 Játékvezető: Joel Aguilar (salvadori) |

| 2017. június 1. 16:30 |

| Mexikó       | 1–0               | Szenegál |
| ------------ | ----------------- | -------- |
| Cisneros 89' | (0–0) Jegyzőkönyv |          |

| Incheon Football Stadium, Incshon Nézőszám: 3276 Játékvezető: Cüneyt Çakır (török) |

| 2017. június 1. 20:00 |

| Franciaország           | 1–2               | Olaszország             |
| ----------------------- | ----------------- | ----------------------- |
| Augustin 37' (11-esből) | (1–1) Jegyzőkönyv | Orsolini 27' Panico 53' |

| Cheonan Stadium, Cshonan Játékvezető: Szymon Marciniak (lengyel) |

| 2017. június 1. 20:00 |

| Egyesült Államok                                                    | 6–0               | Új-Zéland |
| ------------------------------------------------------------------- | ----------------- | --------- |
| Sargent 32' Ebobisse 64' Lennon 65' Glad 76' Trusty 84' Kunga 90+3' | (1–0) Jegyzőkönyv |           |

| Incheon Football Stadium, Incshon Nézőszám: 3276 Játékvezető: Abdulramán al-Dzsasszím (katari) |

### Negyeddöntők
| 2017. június 4. 15:00 |

| Venezuela                    | 2–1 (h. u.)                 | Egyesült Államok |
| ---------------------------- | --------------------------- | ---------------- |
| Peñaranda 96' Ferraresi 115' | (0–0, 0–0, 1–0) Jegyzőkönyv | Ebobisse 117'    |

| Jeonju World Cup Stadium, Csondzsu Nézőszám: 2671 Játékvezető: Jonas Eriksson (svéd) |

| 2017. június 4. 18:00 |

| Portugália                                       | 2–2 (h. u.)                 | Uruguay                                              |
| ------------------------------------------------ | --------------------------- | ---------------------------------------------------- |
| Silva 1' Gonçalves 41'                           | (2–1, 2–2, 2–2) Jegyzőkönyv | Bueno 16' Valverde 50' (11-esből)                    |
| Büntetőpárbaj                                    |                             |                                                      |
| R. Dias Dalot Xadas Gedson Pepê Gomes A. Ribeiro | 4–5                         | Valverde Rodríguez Canobbio Ardaiz Amaral Viña Bueno |

| Daejeon World Cup Stadium, Tedzson Nézőszám: 5086 Játékvezető: César Ramos (mexikói) |

| 2017. június 5. 17:00 |

| Olaszország                        | 3–2 (h. u.)                 | Zambia             |
| ---------------------------------- | --------------------------- | ------------------ |
| Orsolini 50' Dimarco 88' Vido 111' | (0–1, 2–2, 2–2) Jegyzőkönyv | Daka 4' Sakala 84' |

| Suwon World Cup Stadium, Szuvon Nézőszám: 6252 Játékvezető: Roddy Zambrano (ecuadori) |

| 2017. június 5. 20:00 |

| Mexikó | 0–1               | Anglia      |
| ------ | ----------------- | ----------- |
|        | (0–0) Jegyzőkönyv | Solanke 47' |

| Cheonan Stadium, Cshonan Nézőszám: 5953 Játékvezető: Abdulla Hassan Mohamed (Egyesült Arab Emírségekbeli) |

### Elődöntők
| 2017. június 8. 17:00 |

| Uruguay                                          | 1–1                         | Venezuela                                   |
| ------------------------------------------------ | --------------------------- | ------------------------------------------- |
| De La Cruz 49' (11-esből)                        | (0–0, 1–1, 1–1) Jegyzőkönyv | Sosa 90+1'                                  |
| Büntetőpárbaj                                    |                             |                                             |
| Valverde Rodríguez Canobbio Bentancur De La Cruz | 3–4                         | Peñaranda Sosa R. Hernández Soteldo Herrera |

| Daejeon World Cup Stadium, Tedzson Nézőszám: 3486 Játékvezető: Szymon Marciniak (lengyel) |

| 2017. június 8. 20:00 |

| Olaszország | 1–3               | Anglia                      |
| ----------- | ----------------- | --------------------------- |
| Orsolini 2' | (1–0) Jegyzőkönyv | Solanke 66' 88' Lookman 77' |

| Jeonju World Cup Stadium, Csondzsu Nézőszám: 5329 Játékvezető: Antonio Mateu Lahoz (spanyol) |

### Bronzmérkőzés
| 2017. június 11. 15:30 |

| Uruguay                 | 0–0 (h. u.) | Olaszország                      |
| ----------------------- | ----------- | -------------------------------- |
|                         | Jegyzőkönyv |                                  |
| Büntetőpárbaj           |             |                                  |
| Valverde Amaral Boselli | 1–4         | Vido Marchizza Mandragora Panico |

| Suwon World Cup Stadium, Szuvon Nézőszám: 10 749 Játékvezető: Björn Kuipers (holland) |

### Döntő
| 2017. június 11. 19:00 |

| Venezuela | 0–1               | Anglia            |
| --------- | ----------------- | ----------------- |
|           | (0–1) Jegyzőkönyv | Calvert-Lewin 35' |

| Suwon World Cup Stadium, Szuvon Játékvezető: Björn Kuipers (holland) |

| A 2017-es U20-as labdarúgó-világbajnokság győztese |
| -------------------------------------------------- |
| · Anglia · 1. cím                                  |

## Díjak
| Aranylabda          | Ezüstlabda          | Bronzlabda          |
| ------------------- | ------------------- | ------------------- |
| Dominic Solanke     | Federico Valverde   | Yangel Herrera      |
| Aranycipő           | Ezüstcipő           | Bronzcipő           |
| Riccardo Orsolini   | Josh Sargent        | Jean-Kévin Augustin |
| 5 gólos, 0 gólpassz | 4 gólos, 1 gólpassz | 4 gólos, 0 gólpassz |
| Aranykesztyű        |                     |                     |
| Freddie Woodman     |                     |                     |
| FIFA Fair Play-díj  |                     |                     |
| Mexikó              |                     |                     |